# 魯昂植物園

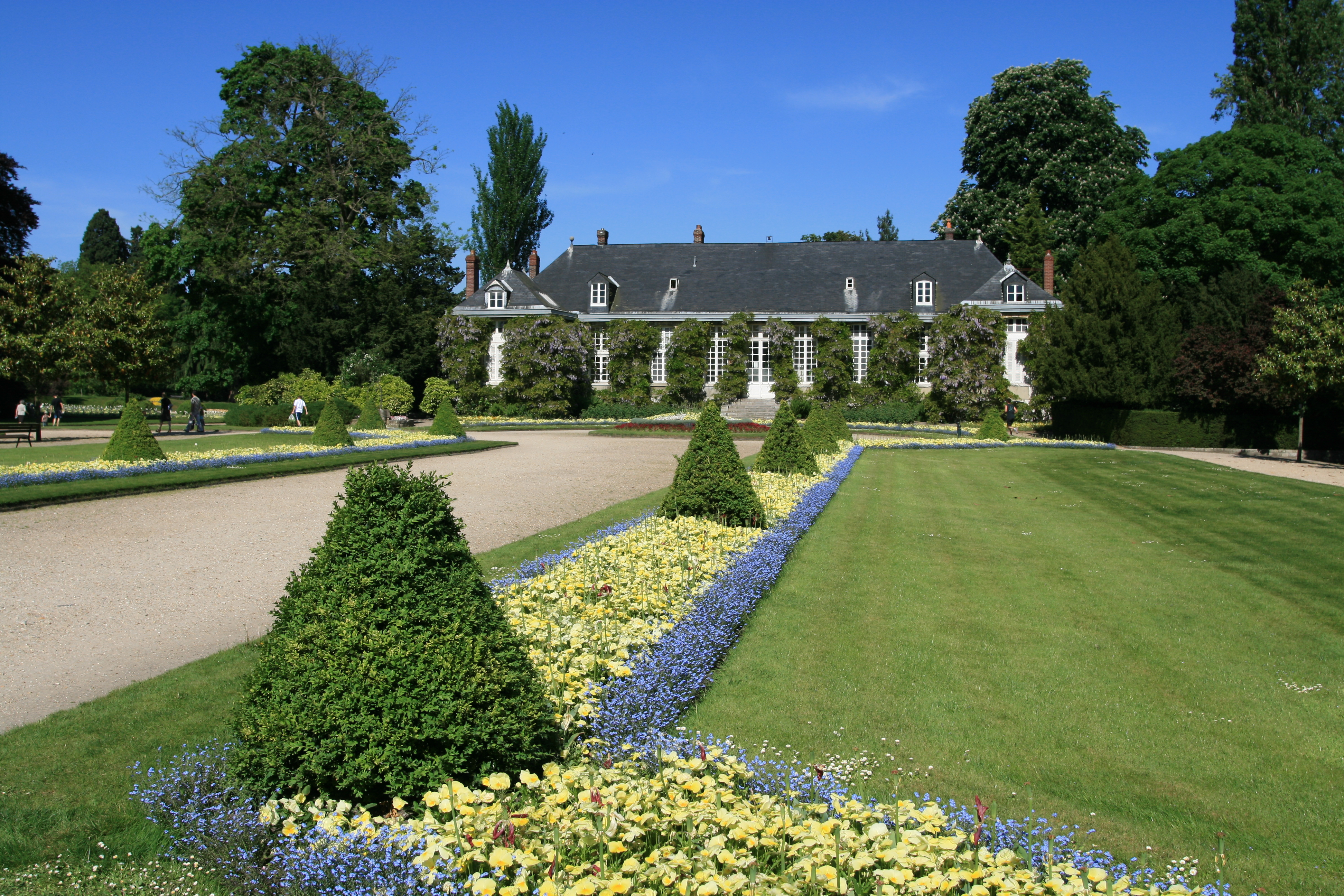
魯昂植物園

魯昂植物園（法語：Jardin des Plantes de Rouen）是位於法國上諾曼底大區濱海塞納省城市魯昂的一座植物園。每日免費開放。魯昂植物園的前身的歷史可以追溯至1691年。1832年，魯昂市政府自私人處購得植物園。1840年開始，魯昂植物園成為對公眾開放的植物園。現在植物園內種植有超過5,600種植物。